# Кевін Ульєтт
Кевін Ульєтт (нар. 23 травня 1972) — колишній зімбабвійський тенісист.
Найвищу одиночну позицію світового рейтингу — 107 місце досяг 22 травня 2000, парну — 4 місце — 31 січня 2005 року.
Здобув 5 одиночних та 34 парні титули.
Перемагав на турнірах Великого шолома в парному та змішаному парному розрядах.
Завершив кар'єру 2010 року.

## Фінали турнірів Великого шолома

### Парний розряд (2 перемоги)
| Результат | Рік  | Турнір                           | Покриття | Партнер   | Суперники                    | Рахунок             |
| --------- | ---- | -------------------------------- | -------- | --------- | ---------------------------- | ------------------- |
| Перемога  | 2001 | Відкритий чемпіонат США з тенісу | Тверде   | Вейн Блек | Доналд Джонсон Джаред Палмер | 7–6(11–9), 2–6, 6–3 |
| Перемога  | 2005 | Відкритий чемпіонат Австралії    | Тверде   | Вейн Блек | Боб Браян Майк Браян         | 6–4, 6–4            |

### Мікст (1 перемога)
| Результат | Рік  | Турнір                        | Покриття | Партнер           | Суперники                 | Рахунок  |
| --------- | ---- | ----------------------------- | -------- | ----------------- | ------------------------- | -------- |
| Перемога  | 2002 | Відкритий чемпіонат Австралії | Тверде   | Даніела Гантухова | Гастон Етліс Паола Суарес | 6–3, 6–2 |

## Фінали турнірів ATP за кар'єру

### Одиночний розряд: 1 (1 поразка)
| Легенда                         |
| ------------------------------- |
| Турніри Великого шлема (0–0)    |
| Фінали Світового туру ATP (0–0) |
| Серія Мастерс ATP (0–0)         |
| Серія турнірів ATP (0–0)        |
| Світова серія ATP (0–1)         |

| Фінали за покриттям |
| ------------------- |
| Тверде (0–0)        |
| Ґрунт (0–0)         |
| Трава (0–1)         |
| Килим (0–0)         |

| Фінали за типом корту |
| --------------------- |
| Відкритий корт (0–1)  |
| Закритий корт (0–0)   |

| Результат | В-П | Дата     | Турнір                           | Рівень        | Покриття | Суперник      | Рахунок  |
| --------- | --- | -------- | -------------------------------- | ------------- | -------- | ------------- | -------- |
| Поразка   | 0–1 | Чер 1999 | Nottingham Open, Велика Британія | Світова серія | Трава    | Седрік Пйолін | 3–6, 5–7 |

### Парний розряд: 59 (34–25)
| Легенда                         |
| ------------------------------- |
| Турніри Великого шлема (2–1)    |
| Фінали Світового туру ATP (0–1) |
| Серія Мастерс ATP (5–9)         |
| Серія турнірів ATP (4–7)        |
| Світова серія ATP (23–7)        |

| Фінали за покриттям |
| ------------------- |
| Тверде (22–16)      |
| Ґрунт (6–4)         |
| Трава (3–1)         |
| Килим (3–3)         |

| Фінали за типом корту  |
| ---------------------- |
| Відкритий корт (20–20) |
| Закритий корт (14–5)   |

| Результат | В-П   | Дата     | Турнір                                  | Рівень           | Покриття | Партнер           | Суперники                           | Рахунок                        |
| --------- | ----- | -------- | --------------------------------------- | ---------------- | -------- | ----------------- | ----------------------------------- | ------------------------------ |
| Поразка   | 0–1   | Чер 1996 | Сеул, Південна Корея                    | Світова серія    | Тверде   | Кент Кіннієр      | Рік Ліч Джонатан Старк              | 4–6, 4–6                       |
| Перемога  | 1–1   | Лют 1997 | Шанхай, КНР                             | Світова серія    | Килим    | Максим Мирний     | Томас Нюдаль Стефано Пескосолідо    | 7–6, 6–7, 7–5                  |
| Перемога  | 2–1   | Кві 1998 | Орландо, США                            | Світова серія    | Ґрунт    | Грант Стеффорд    | Майкл Теббутт Мікаель Тільстрем     | 4–6, 6–4, 7–5                  |
| Перемога  | 3–1   | Тра 1998 | Корал-Спрінгс, США                      | Світова серія    | Ґрунт    | Грант Стеффорд    | Марк Мерклейн Вінс Спейдія          | 7–5, 6–4                       |
| Перемога  | 4–1   | Лип 1998 | Washington Open, США                    | Серія Чемпіоншип | Тверде   | Грант Стеффорд    | Вейн Феррейра Патрік Гелбрайт       | 6–2, 6–4                       |
| Перемога  | 5–1   | Вер 1998 | Борнмут, Велика Британія                | Серія Інтернешнл | Ґрунт    | Ніл Брод          | Вейн Артурс Альберто Берасатегі     | 7–6, 6–3                       |
| Поразка   | 5–2   | Жов 1998 | Базель, Швейцарія                       | Світова серія    | Тверде   | Піт Норвал        | Олів'є Делетр Фабріс Санторо        | 3–6, 6–7                       |
| Поразка   | 5–3   | Січ 1999 | Qatar ExxonMobil Open, Катар            | Світова серія    | Тверде   | Піт Норвал        | Алекс О'Браєн Джаред Палмер         | 3–6, 4–6                       |
| Поразка   | 5–4   | Жов 1999 | Відень, Австрія                         | Серія Чемпіоншип | Килим    | Піт Норвал        | Давід Пріносіл Сендон Столл         | 3–6, 4–6                       |
| Перемога  | 6–4   | Жов 1999 | Ліон, Франція                           | Серія Інтернешнл | Килим    | Піт Норвал        | Вейн Феррейра Сендон Столл          | 4–6, 7–6(7–5), 7–6(7–4)        |
| Перемога  | 7–4   | Лис 1999 | Стокгольм, Швеція                       | Світова серія    | Тверде   | Піт Норвал        | Ян-Майкл Гембілл Скотт Гамфріс      | 7–5, 6–3                       |
| Перемога  | 8–4   | Сер 2000 | Connecticut Open, США                   | Серія Інтернешнл | Тверде   | Джонатан Старк    | Ян-Майкл Гембілл Скотт Гамфріс      | 6–4, 6–4                       |
| Перемога  | 9–4   | Жов 2000 | Гонконг, Гонконг                        | Серія Інтернешнл | Тверде   | Вейн Блек         | Домінік Грбатий Давід Пріносіл      | 6–1, 6–2                       |
| Перемога  | 10–4  | Лис 2000 | Санкт-Петербург, Росія                  | Серія Інтернешнл | Тверде   | Деніел Нестор     | Сімада Томас Майлз Вейкфілд         | 7–6(7–5), 7–5                  |
| Перемога  | 11–4  | Лют 2001 | Копенгаген, Данія                       | Серія Інтернешнл | Тверде   | Вейн Блек         | Їржі Новак (тенісист) Давід Рікл    | 6–3, 6–3                       |
| Перемога  | 12–4  | Сер 2001 | Connecticut Open, США                   | Серія Інтернешнл | Тверде   | Джонатан Старк    | Леош Фридль Радек Штепанек          | 6–1, 6–4                       |
| Перемога  | 13–4  | Вер 2001 | Відкритий чемпіонат США з тенісу, США   | Великий Шлем     | Тверде   | Вейн Блек         | Доналд Джонсон Джаред Палмер        | 7–6(11–9), 2–6, 6–3            |
| Перемога  | 14–4  | Січ 2002 | Аделаїда, Австралія                     | Серія Інтернешнл | Тверде   | Вейн Блек         | Боб Браян Майк Браян                | 7–5, 6–2                       |
| Перемога  | 15–4  | Бер 2002 | Сан-Хосе, США                           | Світова серія    | Тверде   | Вейн Блек         | Джон-Лаффньє де Ягер Роббі Куніґ    | 6–3, 4–6, [10–5]               |
| Поразка   | 15–5  | Тра 2002 | Рим, Італія                             | Серія Мастерс    | Ґрунт    | Вейн Блек         | Мартін Дамм Цирил Сук               | 5–7, 5–7                       |
| Перемога  | 16–5  | Чер 2002 | Queen's, Велика Британія                | Серія Інтернешнл | Трава    | Вейн Блек         | Магеш Бгупаті Максим Мирний         | 7–6(7–5), 3–6, 6–3             |
| Перемога  | 17–5  | Сер 2002 | Washington Open, США                    | Серія Чемпіоншип | Тверде   | Вейн Блек         | Боб Браян Майк Браян                | 7–6(7–4), 4–6, 6–3             |
| Перемога  | 18–5  | Жов 2002 | Ліон, Франція                           | Серія Інтернешнл | Килим    | Вейн Блек         | Марк Ноулз (тенісист) Деніел Нестор | 6–4, 3–6, 7–6(7–3)             |
| Перемога  | 19–5  | Жов 2002 | Стокгольм, Швеція                       | Світова серія    | Тверде   | Вейн Блек         | Вейн Артурс Пол Генлі               | 6–4, 2–6, 7–6(7–4)             |
| Поразка   | 19–6  | Бер 2003 | Dubai Tennis Championships, ОАЕ         | Серія Чемпіоншип | Тверде   | Вейн Блек         | Леандер Паес Давід Рікл             | 3–6, 0–6                       |
| Перемога  | 20–6  | Тра 2003 | Мюнхен, Німеччина                       | Світова серія    | Ґрунт    | Вейн Блек         | Джошуа Ігл Джаред Палмер            | 6–3, 7–5                       |
| Поразка   | 20–7  | Лип 2003 | Штутгарт, Німеччина                     | Серія Чемпіоншип | Ґрунт    | Євген Кафельников | Томаш Цибулець Павел Візнер         | 6–3, 3–6, 4–6                  |
| Поразка   | 20–8  | Жов 2003 | Москва, Росія                           | Світова серія    | Килим    | Вейн Блек         | Магеш Бгупаті Максим Мирний         | 3–6, 5–7                       |
| Поразка   | 20–9  | Жов 2003 | Мадрид, Іспанія                         | Серія Мастерс    | Тверде   | Вейн Блек         | Магеш Бгупаті Максим Мирний         | 2–6, 6–2, 3–6                  |
| Поразка   | 20–10 | Бер 2004 | Індіан-Веллс, США                       | Серія Мастерс    | Тверде   | Вейн Блек         | Себастьян Грожан Арно Клеман        | 3–6, 6–4, 5–7                  |
| Перемога  | 21–10 | Кві 2004 | Відкритий чемпіонат Маямі з тенісу, США | Серія Мастерс    | Тверде   | Вейн Блек         | Йонас Бйоркман Тодд Вудбрідж        | 6–2, 7–6(14–12)                |
| Перемога  | 22–10 | Тра 2004 | Гамбург, Німеччина                      | Серія Мастерс    | Ґрунт    | Вейн Блек         | Боб Браян Майк Браян                | 6–4, 6–2                       |
| Поразка   | 22–11 | Лип 2004 | Індіанаполіс, США                       | Серія Чемпіоншип | Тверде   | Вейн Блек         | Джордан Керр Джим Томас             | 7–6(9–7), 6–7(3–7), 3–6        |
| Поразка   | 22–12 | Лис 2004 | Париж, Франція                          | Серія Мастерс    | Килим    | Вейн Блек         | Йонас Бйоркман Тодд Вудбрідж        | 3–6, 4–6                       |
| Поразка   | 22–13 | Лис 2004 | Х'юстон, США                            | Фінал ATP        | Тверде   | Вейн Блек         | Боб Браян Майк Браян                | 6–4, 5–7, 4–6, 2–6             |
| Перемога  | 23–13 | Січ 2005 | Мельбурн, Австралія                     | Великий Шлем     | Тверде   | Вейн Блек         | Боб Браян Майк Браян                | 6–4, 6–4                       |
| Поразка   | 23–14 | Кві 2005 | Відкритий чемпіонат Маямі з тенісу, США | Серія Мастерс    | Тверде   | Вейн Блек         | Йонас Бйоркман Максим Мирний        | 1–6, 2–6                       |
| Поразка   | 23–15 | Сер 2005 | Washington Open, США                    | Серія Чемпіоншип | Тверде   | Вейн Блек         | Боб Браян Майк Браян                | 4–6, 2–6                       |
| Перемога  | 24–15 | Сер 2005 | Монреаль, Канада                        | Серія Мастерс    | Тверде   | Вейн Блек         | Джонатан Ерліх Енді Рам             | 7–6(7–2), 6–4                  |
| Поразка   | 24–16 | Сер 2005 | Мастерс Цинциннаті, США                 | Серія Мастерс    | Тверде   | Вейн Блек         | Йонас Бйоркман Максим Мирний        | 4–6, 7–5, 2–6                  |
| Поразка   | 24–17 | Січ 2006 | Аделаїда, Австралія                     | Серія Інтернешнл | Тверде   | Пол Генлі         | Джонатан Ерліх Енді Рам             | 6–7(4–7), 6–7(10–12)           |
| Перемога  | 25–17 | Лют 2006 | Роттердам, Нідерланди                   | Серія Чемпіоншип | Тверде   | Пол Генлі         | Джонатан Ерліх Енді Рам             | 7–6(7–4), 7–6(7–2)             |
| Перемога  | 26–17 | Бер 2006 | Dubai Tennis Championships, ОАЕ         | Серія Чемпіоншип | Тверде   | Пол Генлі         | Марк Ноулз (тенісист) Деніел Нестор | 1–6, 6–2, [10–1]               |
| Перемога  | 27–17 | Тра 2006 | Гамбург, Німеччина                      | Серія Мастерс    | Ґрунт    | Пол Генлі         | Марк Ноулз (тенісист) Деніел Нестор | 4–6, 7–6(7–5), [10–4]          |
| Перемога  | 28–17 | Чер 2006 | Queen's, Велика Британія                | Серія Інтернешнл | Трава    | Пол Генлі         | Йонас Бйоркман Максим Мирний        | 6–4, 3–6, [10–8]               |
| Поразка   | 28–18 | Сер 2006 | Washington Open, США                    | Серія Чемпіоншип | Тверде   | Пол Генлі         | Боб Браян Майк Браян                | 3–6, 7–5, [3–10]               |
| Поразка   | 28–19 | Сер 2006 | Монреаль, Канада                        | Серія Мастерс    | Тверде   | Пол Генлі         | Боб Браян Майк Браян                | 5–7, 1–6                       |
| Перемога  | 29–19 | Жов 2006 | Стокгольм, Швеція                       | Світова серія    | Тверде   | Пол Генлі         | Олів'є Рохус Крістоф Вліген         | 7–6(7–2), 6–4                  |
| Перемога  | 30–19 | Січ 2007 | Сідней, Австралія                       | Світова серія    | Тверде   | Пол Генлі         | Марк Ноулз (тенісист) Деніел Нестор | 6–4, 6–7(3–7), [10–6]          |
| Поразка   | 30–20 | Тра 2007 | Гамбург, Німеччина                      | Серія Мастерс    | Ґрунт    | Пол Генлі         | Боб Браян Майк Браян                | 3–6, 4–6                       |
| Поразка   | 30–21 | Сер 2007 | Торонто, Канада                         | Серія Мастерс    | Тверде   | Пол Генлі         | Магеш Бгупаті Павел Візнер          | 4–6, 4–6                       |
| Поразка   | 30–22 | Кві 2008 | Estoril Open, Португалія                | Світова серія    | Ґрунт    | Джеймі Маррей     | Джефф Кутзе Веслі Муді              | 2–6, 6–4, [8–10]               |
| Перемога  | 31–22 | Чер 2008 | Nottingham Open, Велика Британія        | Світова серія    | Трава    | Бруно Соарес      | Джефф Кутзе Джеймі Маррей           | 6–2, 7–6(7–5)                  |
| Поразка   | 31–23 | Лип 2008 | Вімблдонський турнір, Велика Британія   | Великий Шлем     | Трава    | Йонас Бйоркман    | Деніел Нестор Ненад Зімоньїч        | 6–7(12–14), 7–6(7–3), 3–6, 3–6 |
| Поразка   | 31–24 | Сер 2008 | Washington Open, США                    | Серія Чемпіоншип | Тверде   | Бруно Соарес      | Марк Жікель Роберт Ліндстедт        | 6–7(3–7), 3–6                  |
| Перемога  | 32–24 | Жов 2008 | Стокгольм, Швеція                       | Світова серія    | Тверде   | Йонас Бйоркман    | Юган Брунстрем Міхаель Рідерстедт   | 6–1, 6–3                       |
| Перемога  | 33–24 | Лис 2008 | Париж, Франція                          | Серія Мастерс    | Тверде   | Йонас Бйоркман    | Джефф Кутзе Веслі Муді              | 6–2, 6–2                       |
| Поразка   | 33–25 | Сер 2009 | Нью-Гейвен, США                         | Серія 250        | Тверде   | Бруно Соарес      | Юліан Ноул Юрген Мельцер            | 4–6, 6–7(3–7)                  |
| Перемога  | 34–25 | Жов 2009 | Стокгольм, Швеція                       | Серія 250        | Тверде   | Бруно Соарес      | Сімон Аспелін Пол Генлі             | 6–4, 7–6(7–4)                  |

## Фінали ATP Челленджер і ITF Ф'ючерс

### Одиночний розряд: 8 (5–3)
| Легенда              |
| -------------------- |
| ATP Челленджер (5–3) |
| ITF Ф'ючерс (0–0)    |

| Фінали за покриттям |
| ------------------- |
| Тверде (4–1)        |
| Ґрунт (0–0)         |
| Трава (0–1)         |
| Килим (1–1)         |

| Результат | В-П | Дата     | Турнір                    | Рівень     | Покриття | Суперник       | Рахунок            |
| --------- | --- | -------- | ------------------------- | ---------- | -------- | -------------- | ------------------ |
| Перемога  | 1–0 | Сер 1993 | Віннетка, США             | Челленджер | Тверде   | Мауріс Руа     | 6–3, 6–2           |
| Поразка   | 1–1 | Жов 1994 | Ponte Vedra, США          | Челленджер | Тверде   | Вінс Спейдія   | 3–6, 4–6           |
| Перемога  | 2–1 | Кві 1996 | Нагоя, Японія             | Челленджер | Тверде   | Петер Трамаккі | 3–6, 6–2, 6–3      |
| Перемога  | 3–1 | Жов 1996 | Монтеррей, Мексика        | Челленджер | Тверде   | Алекс О'Браєн  | 6–3, 7–6           |
| Поразка   | 3–2 | Бер 1997 | Магдебург, Німеччина      | Челленджер | Килим    | Петр Лукса     | 3–6, 6–2, 5–7      |
| Поразка   | 3–3 | Чер 1998 | Сербітон, Велика Британія | Челленджер | Трава    | Джанлука Поцці | 4–6, 3–6           |
| Перемога  | 4–3 | Бер 2000 | Кіото, Японія             | Челленджер | Килим    | Арвінд Пармар  | 6–7(3–7), 6–4, 6–4 |
| Перемога  | 5–3 | Тра 2000 | Єрусалим, Ізраїль         | Челленджер | Тверде   | Джанлука Поцці | 6–4, 6–3           |

### Парний розряд: 22 (15–7)
| Легенда               |
| --------------------- |
| ATP Челленджер (15–7) |
| ITF Ф'ючерс (0–0)     |

| Фінали за покриттям |
| ------------------- |
| Тверде (14–7)       |
| Ґрунт (0–0)         |
| Трава (0–0)         |
| Килим (1–0)         |

| Результат | В-П  | Дата     | Турнір                 | Рівень     | Покриття | Партнер         | Суперники                               | Рахунок            |
| --------- | ---- | -------- | ---------------------- | ---------- | -------- | --------------- | --------------------------------------- | ------------------ |
| Перемога  | 1–0  | Тра 1992 | Сан-Паулу, Бразилія    | Челленджер | Тверде   | Грант Стеффорд  | Херардо Мартінес Том Мерсер             | 7–6, 6–4           |
| Перемога  | 2–0  | Тра 1992 | Іту, Бразилія          | Челленджер | Тверде   | Грант Стеффорд  | Бертран Мадсен Том Мерсер               | 6–1, 6–3           |
| Перемога  | 3–0  | Сер 1993 | Цинциннаті, США        | Челленджер | Тверде   | Йохан де Бір    | Вейн Артурс Леандер Паес                | 7–6, 6–4           |
| Перемога  | 4–0  | Сер 1993 | Бронкс, США            | Челленджер | Тверде   | Йохан де Бір    | Вейн Артурс Грант Дойл                  | 7–6, 7–6           |
| Перемога  | 5–0  | Жов 1993 | Монтеррей, Мексика     | Челленджер | Тверде   | Лен Бейл        | Жан-Філіпп Флер'ян Роджер Сміт          | 4–6, 6–2, 6–3      |
| Поразка   | 5–1  | Гру 1993 | Куала-Лумпур, Малайзія | Челленджер | Тверде   | Девід Нейнкін   | Себастьян Ларо Деніел Нестор            | 4–6, 4–6           |
| Перемога  | 6–1  | Тра 1994 | Єрусалим, Ізраїль      | Челленджер | Тверде   | Елліс Феррейра  | Філіп Девулф Дік Норман                 | 7–6, 6–3           |
| Поразка   | 6–2  | Сер 1994 | Цинциннаті, США        | Челленджер | Тверде   | Браян Ґ'єтко    | Грант Дойл Пол Кілдеррі                 | 3–6, 4–6           |
| Поразка   | 6–3  | Жов 1994 | Брест, Франція         | Челленджер | Тверде   | Браян Шелтон    | Тревор Кронеманн Девід Макферсон        | 1–6, 4–6           |
| Перемога  | 7–3  | Кві 1995 | Нагоя, Японія          | Челленджер | Тверде   | Леандер Паес    | Джошуа Ігл Ендрю Кратцманн              | 7–6, 7–5           |
| Поразка   | 7–4  | Жов 1996 | Монтеррей, Мексика     | Челленджер | Тверде   | Майлз Вейкфілд  | Саргис Саргсян Майкл Селл               | 2–6, 6–3, 3–6      |
| Перемога  | 8–4  | Гру 1996 | Амарилло, США          | Челленджер | Тверде   | Максим Мирний   | Джастін Гімелстоб Джефф Салзенстейн     | 6–3, 6–4           |
| Перемога  | 9–4  | Лют 1997 | Шербур, Франція        | Челленджер | Тверде   | Максим Мирний   | Стефано Пескосолідо Вінченцо Сантопадре | 6–3, 6–7, 6–4      |
| Поразка   | 9–5  | Тра 1997 | Єрусалим, Ізраїль      | Челленджер | Тверде   | Вейн Блек       | Магеш Бгупаті Леандер Паес              | 7–6, 2–6, 6–7      |
| Перемога  | 10–5 | Вер 1997 | Урбана, США            | Челленджер | Тверде   | Майкл Селл      | Мотомура Гоїті Судзукі Такао            | 3–6, 7–6, 6–2      |
| Перемога  | 11–5 | Вер 1997 | Дельрей-Біч, США       | Челленджер | Тверде   | Майкл Селл      | Орен Мотевассел Данієле Муза            | 6–3, 6–3           |
| Поразка   | 11–6 | Бер 1998 | Хошимін, В'єтнам       | Челленджер | Тверде   | Максим Мирний   | Магеш Бгупаті Петер Трамаккі            | 4–6, 0–6           |
| Перемога  | 12–6 | Бер 1998 | Бангкок, Таїланд       | Челленджер | Тверде   | Петер Трамаккі  | Габор Кевеш Аттіла Шавольт              | 6–4, 6–3           |
| Перемога  | 13–6 | Бер 1998 | Кіото, Японія          | Челленджер | Килим    | Судзукі Такао   | Оскар Ортіс Мауріс Руа                  | 4–6, 6–1, 6–4      |
| Поразка   | 13–7 | Лют 2000 | Хошимін, В'єтнам       | Челленджер | Тверде   | Іраклій Лабадзе | Майкл Гілл Тодд Вудбрідж                | 3–6, 4–6           |
| Перемога  | 14–7 | Тра 2000 | Єрусалим, Ізраїль      | Челленджер | Тверде   | Невілл Годвін   | Ноам Бер Еял Ран                        | 7–6(7–4), 7–6(7–3) |
| Перемога  | 15–7 | Лют 2008 | Іст-Лондон, ПАР        | Челленджер | Тверде   | Йонас Бйоркман  | Томас Юганссон Штефан Коубек            | 6–2, 6–2           |

## Performance Timelines
| W | Ф | ПФ | ЧФ | #Р | КТ | К# | P# | DNQ | A | Z# | PO | G | S | B | NMS | NTI | P | NH |

### Одиночний розряд
| Турніри Великого шлему                 |     |     |     |     |     |     |     |     |     |     |       |     |     |
| Відкритий чемпіонат Австралії з тенісу |     |     | К1р | К3р |     | К2р | К1р | К1р | 2р  | К2р | 0 / 1 | 1–1 | 50% |
| Відкритий чемпіонат Франції з тенісу   |     | К1р |     |     |     | К1р |     |     |     |     | 0 / 0 | 0–0 | –   |
| Вімблдонський турнір                   | К1р | К2р | К2р | К1р |     | К2р | К1р |     | К1р |     | 0 / 0 | 0–0 | –   |
| Відкритий чемпіонат США з тенісу       | К1р | 2р  | 1р  |     |     | К1р | К2р | К1р |     |     | 0 / 2 | 1–2 | 33% |
| В-П                                    | 0–0 | 1–1 | 0–1 | 0–0 | 0–0 | 0–0 | 0–0 | 0–0 | 1–1 | 0–0 | 0 / 3 | 2–3 | 40% |
| Тур ATP Мастерс 1000                   |     |     |     |     |     |     |     |     |     |     |       |     |     |
| Індіан-Веллс                           |     |     | К2р | К2р |     |     |     |     |     |     | 0 / 0 | 0–0 | –   |
| Відкритий чемпіонат Маямі з тенісу     |     |     | 1р  | К3р |     |     |     |     | К1р |     | 0 / 1 | 0–1 | 0%  |
| Мастерс Канада                         |     |     |     |     | К1р |     | К2р | 2р  |     |     | 0 / 1 | 1–1 | 50% |
| Мастерс Цинциннаті                     | 1р  | К1р | К2р |     |     | 1р  | К1р | К1р | К1р |     | 0 / 2 | 0–2 | 0%  |
| Париж                                  |     |     |     |     | К1р |     |     |     |     |     | 0 / 0 | 0–0 | –   |
| В-П                                    | 0–1 | 0–0 | 0–1 | 0–0 | 0–0 | 0–1 | 0–0 | 1–1 | 0–0 | 0–0 | 0 / 4 | 1–4 | 20% |

### Парний розряд
| Турнір                                 | 1993              | 1994              | 1995              | 1996              | 1997              | 1998              | 1999             | 2000              | 2001              | 2002              | 2003              | 2004             | 2005             | 2006             | 2007             | 2008             | 2009             | 2010             | SR                             | В-П                            | % виграшів                     |
| -------------------------------------- | ----------------- | ----------------- | ----------------- | ----------------- | ----------------- | ----------------- | ---------------- | ----------------- | ----------------- | ----------------- | ----------------- | ---------------- | ---------------- | ---------------- | ---------------- | ---------------- | ---------------- | ---------------- | ------------------------------ | ------------------------------ | ------------------------------ |
| Турніри Великого шлему                 |                   |                   |                   |                   |                   |                   |                  |                   |                   |                   |                   |                  |                  |                  |                  |                  |                  |                  |                                |                                |                                |
| Відкритий чемпіонат Австралії з тенісу |                   | 1р                |                   | 2р                | 2р                | 1р                | 1р               | 2р                | ЧФ                | ЧФ                | 3р                | ЧФ               | П                | ПФ               | ПФ               | 3р               | 3р               |                  | 1 / 15                         | 34–14                          | 100%                           |
| Відкритий чемпіонат Франції з тенісу   |                   | 1р                |                   | 1р                | 1р                | 2р                | 3р               | 3р                | 3р                | 3р                | 2р                | ЧФ               | 1р               | 2р               | 2р               | ЧФ               | ЧФ               |                  | 0 / 15                         | 21–15                          | 58%                            |
| Вімблдонський турнір                   | К3р               | 1р                | 1р                |                   | 1р                | 2р                | 3р               | 1р                | 1р                | 2р                | 3р                | ЧФ               | ПФ               | ЧФ               | 2р               | Ф                | ЧФ               | 1р               | 0 / 16                         | 25–16                          | 61%                            |
| Відкритий чемпіонат США з тенісу       |                   | 1р                |                   |                   | 1р                | 2р                | 1р               | 1р                | П                 | ЧФ                | 3р                | ЧФ               | ПФ               | ПФ               | ПФ               | 2р               | 2р               |                  | 1 / 14                         | 29–13                          | 69%                            |
| В-П                                    | 0–0               | 0–4               | 0–1               | 1–2               | 1–4               | 3–4               | 4–4              | 3–4               | 11–3              | 9–4               | 7–4               | 12–4             | 14–3             | 12–4             | 10–4             | 11–4             | 9–4              | 0–1              | 2 / 60                         | 109–58                         | 65%                            |
| Виступи за країну                      |                   |                   |                   |                   |                   |                   |                  |                   |                   |                   |                   |                  |                  |                  |                  |                  |                  |                  |                                |                                |                                |
| Теніс на Олімпійських іграх            | Не проводили      | Не проводили      | Не проводили      |                   | Не проводили      | Не проводили      | Не проводили     | 1р                | Не проводили      | Не проводили      | Не проводили      | ЧФ               | Не проводили     | Не проводили     | Не проводили     |                  | NH               | NH               | 0 / 2                          | 2–2                            | 50%                            |
| Завершальний турнір сезону             |                   |                   |                   |                   |                   |                   |                  |                   |                   |                   |                   |                  |                  |                  |                  |                  |                  |                  |                                |                                |                                |
| Фінал ATP                              | Не кваліфікувався | Не кваліфікувався | Не кваліфікувався | Не кваліфікувався | Не кваліфікувався | Не кваліфікувався | RR               | Не кваліфікувався | Не кваліфікувався | Не кваліфікувався | Не кваліфікувався | Ф                | ПФ               | ПФ               | ПФ               | RR               | DNQ              | DNQ              | 0 / 6                          | 13–9                           | 59%                            |
| Серія ATP Мастерс 1000                 |                   |                   |                   |                   |                   |                   |                  |                   |                   |                   |                   |                  |                  |                  |                  |                  |                  |                  |                                |                                |                                |
| Індіан-Веллс                           |                   | ПФ                | К2р               |                   |                   |                   | 2р               | 1р                | 1р                | ЧФ                | 2р                | Ф                | ЧФ               | 1р               | ЧФ               | ЧФ               | 1р               |                  | 0 / 12                         | 17–12                          | 59%                            |
| Відкритий чемпіонат Маямі з тенісу     |                   | 2р                | 1р                |                   |                   | 2р                | 2р               | 3р                | 3р                | 3р                | 2р                | П                | Ф                | ПФ               | ЧФ               | 2р               | ЧФ               |                  | 1 / 14                         | 23–13                          | 64%                            |
| Монте-Карло                            |                   |                   |                   |                   |                   |                   | 2р               | 1р                | 1р                |                   | ПФ                |                  |                  |                  | ПФ               | ПФ               | 2р               |                  | 0 / 7                          | 7–7                            | 50%                            |
| Гамбург                                |                   |                   |                   |                   |                   |                   | 2р               |                   | 2р                | 1р                | 2р                | П                | 2р               | П                | Ф                | 2р               | НСМ              | НСМ              | 2 / 9                          | 13–7                           | 65%                            |
| Мадрид                                 | Не серія Мастерс  | Не серія Мастерс  | Не серія Мастерс  | Не серія Мастерс  | Не серія Мастерс  | Не серія Мастерс  | Не серія Мастерс | Не серія Мастерс  | Не серія Мастерс  | 2р                | Ф                 |                  | ПФ               | ПФ               | 2р               | 2р               | 2р               |                  | 0 / 7                          | 11–7                           | 61%                            |
| Рим                                    |                   |                   |                   |                   |                   |                   | 1р               |                   | 1р                | Ф                 | 2р                | ЧФ               | 2р               | ЧФ               | ЧФ               | ПФ               | ПФ               |                  | 0 / 10                         | 11–10                          | 52%                            |
| Мастерс Канада                         |                   |                   |                   |                   |                   | 1р                | 2р               | 2р                | 2р                | 2р                | 1р                | 2р               | 2005             | Ф                | Ф                | ЧФ               | 2р               |                  | 1 / 12                         | 15–11                          | 58%                            |
| Мастерс Цинциннаті                     | К2р               | К2р               |                   |                   | 1р                | 1р                | 1р               | 1р                | 1р                | 2р                | 1р                | 2р               | Ф                | 2р               | ЧФ               | 2р               | 2р               |                  | 0 / 13                         | 5–13                           | 28%                            |
| Шанхай                                 | Не серія Мастерс  | Не серія Мастерс  | Не серія Мастерс  | Не серія Мастерс  | Не серія Мастерс  | Не серія Мастерс  | Не серія Мастерс | Не серія Мастерс  | Не серія Мастерс  | Не серія Мастерс  | Не серія Мастерс  | Не серія Мастерс | Не серія Мастерс | Не серія Мастерс | Не серія Мастерс | Не серія Мастерс | 2р               |                  | 0 / 1                          | 0–1                            | 0%                             |
| Штутгарт                               |                   |                   |                   |                   |                   |                   | 1р               | 2р                | 2р                | Не серія Мастерс  | Не серія Мастерс  | Не серія Мастерс | Не серія Мастерс | Не серія Мастерс | Не серія Мастерс | Не серія Мастерс | Не серія Мастерс | Не серія Мастерс | 0 / 3                          | 1–3                            | 25%                            |
| Париж                                  |                   |                   |                   |                   |                   | ЧФ                | 1р               | 1р                | ПФ                | 2р                | ЧФ                | Ф                | ПФ               | 1р               | ЧФ               | П                | 2р               |                  | 1 / 12                         | 17–11                          | 61%                            |
| В-П                                    | 0–0               | 4–2               | 0–1               | 0–0               | 0–1               | 3–4               | 4–9              | 3–7               | 5–9               | 9–8               | 8–9               | 17–5             | 17–7             | 13–7             | 15–9             | 14–8             | 7–9              | 0–0              | 5 / 100                        | 119–95                         | 56%                            |
| Рейтинг на кінець року                 | 135               | 91                | 158               | 103               | 92                | 35                | 26               | 34                | 13                | 11                | 18                | 9                | 6                | 8                | 10               | 8                | 24               | –                | Грошова винагорода: S4,138,771 | Грошова винагорода: S4,138,771 | Грошова винагорода: S4,138,771 |

### Мікст
| Турніри Великого шлему                 |     |     |     |     |     |      |     |     |      |     |     |     |     |        |       |     |
| Відкритий чемпіонат Австралії з тенісу |     |     | 2р  |     | 2р  | П    | ПФ  | ЧФ  | Ф    | 1р  | ПФ  | 1р  | 1р  | 1 / 10 | 19–9  | 68% |
| Відкритий чемпіонат Франції з тенісу   |     |     |     |     | 1р  | ЧФ   | 1р  | 2р  | ЧФ   | 1р  | ЧФ  | 2р  | 1р  | 0 / 9  | 8–9   | 47% |
| Вімблдонський турнір                   | 1р  | 2р  | 2р  | 1р  |     | Ф    | 3р  | 2р  | ПФ   | 2р  | 2р  | ЧФ  | ЧФ  | 0 / 12 | 17–12 | 59% |
| Відкритий чемпіонат США з тенісу       |     |     | 1р  |     | 1р  | 2р   | 1р  | 2р  | ЧФ   | 2р  | 2р  | 1р  | ПФ  | 0 / 10 | 9–10  | 47% |
| В-П                                    | 0–1 | 1–1 | 2–3 | 0–1 | 1–3 | 13–3 | 5–4 | 5–4 | 11–4 | 1–4 | 6–4 | 3–4 | 5–4 | 1 / 41 | 53–40 | 57% |

## Перемоги над гравцями першої 10-ки

### Парний розряд
- Він здобув 46 перемог і зазнав 68 поразок в матчах з гравцями, які на той момент посідали місце в першій 10-ці рейтингу.

| Type     | 1994 | 1995 | 1996 | 1997 | 1998 | 1999 | 2000 | 2001 | 2002 | 2003 | 2004 | 2005 | 2006 | 2007 | 2008 | 2009 | 2010 | Всього |
| -------- | ---- | ---- | ---- | ---- | ---- | ---- | ---- | ---- | ---- | ---- | ---- | ---- | ---- | ---- | ---- | ---- | ---- | ------ |
| Перемоги | 1    | 0    | 1    | 1    | 0    | 2    | 2    | 7    | 10   | 6    | 10   | 6    | 0    | 0    | 0    | 0    | 0    | 46     |

| #    | Суперники                                | Рейтинг | Турнір                                                      | Покриття   | Rd | Рахунок                        | Партнер              | KUR |
| ---- | ---------------------------------------- | ------- | ----------------------------------------------------------- | ---------- | -- | ------------------------------ | -------------------- | --- |
| 1994 |                                          |         |                                                             |            |    |                                |                      |     |
| 1.   | Кен Флек Рік Ліч                         | 16 10   | Індіан-Веллс, США                                           | Тверде     | 2р | 6–4, 3–6, 7–6                  | Джон-Лаффньє де Ягер | 132 |
| 1996 |                                          |         |                                                             |            |    |                                |                      |     |
| 2.   | Байрон Блек Грант Коннелл                | 4 3     | Москва, Росія                                               | Килим (i)  | 1р | 7–5, 6–7, 6–4                  | Максим Мирний        | 153 |
| 1997 |                                          |         |                                                             |            |    |                                |                      |     |
| -    | Браян Макфі Деніел Нестор                | 75 7    | Гонконг, Гонконг                                            | Тверде     | ЧФ | Без гри                        | Невілл Годвін        | 68  |
| 3.   | Келлі Джонс Алекс О'Браєн                | 72 7    | Острава, Чехія                                              | Килим (i)  | 1р | 6–4, 6–0                       | Грант Стеффорд       | 81  |
| 1999 |                                          |         |                                                             |            |    |                                |                      |     |
| 4.   | Вейн Блек Сендон Столл                   | 21 4    | Washington Open, США                                        | Тверде     | ЧФ | 6–4, 6–4                       | Піт Норвал           | 36  |
| 5.   | Вейн Блек Сендон Столл                   | 17 9    | Стокгольм, Швеція                                           | Тверде (i) | ПФ | 3–6, 7–6(7–3), 6–4             | Піт Норвал           | 30  |
| 2000 |                                          |         |                                                             |            |    |                                |                      |     |
| 6.   | Рік Ліч Алекс О'Браєн                    | 3 5     | Кубок Девіса, Harare, Зімбабве                              | Тверде (i) | 1р | 7–6(7–4), 5–7, 0–6, 7–5, 7–5   | Вейн Блек            | 32  |
| 7.   | Їржі Новак (тенісист) Давід Рікл         | 8 9     | Санкт-Петербург, Росія                                      | Тверде (i) | ПФ | 3–6, 6–4, 6–4                  | Деніел Нестор        | 36  |
| 2001 |                                          |         |                                                             |            |    |                                |                      |     |
| 8.   | Джошуа Ігл Сендон Столл                  | 25 3    | Копенгаген, Данія                                           | Тверде (i) | ПФ | 6–4, 6–4                       | Вейн Блек            | 33  |
| 9.   | Їржі Новак (тенісист) Давід Рікл         | 11 9    | Копенгаген, Данія                                           | Тверде (i) | Ф  | 6–3, 6–3                       | Вейн Блек            | 33  |
| 10.  | Євген Кафельников Максим Мирний          | 8 7     | Роттердам, Нідерланди                                       | Тверде (i) | 1р | 7–6(13–11), 6–7(5–7), 6–3      | Вейн Блек            | 28  |
| 11.  | Максим Мирний Олександр Швець (тенісист) | 10 410  | Кубок Девіса, Мінськ, Білорусь                              | Килим (i)  | 2р | 6–7(6–8), 7–5, 6–3, 7–6(7–5)   | Вейн Блек            | 29  |
| 12.  | Їржі Новак (тенісист) Давід Рікл         | 6 4     | Відкритий чемпіонат США з тенісу, Нью-Йорк, США             | Тверде     | 3р | 2–6, 6–2, 6–4                  | Вейн Блек            | 25  |
| 13.  | Доналд Джонсон Джаред Палмер             | 3 5     | Відкритий чемпіонат США з тенісу, Нью-Йорк, США             | Тверде     | Ф  | 7–6(11–9), 2–6, 6–3            | Вейн Блек            | 25  |
| 14.  | Максим Мирний Сендон Столл               | 10 7    | Париж, Франція                                              | Тверде (i) | ЧФ | 6–4, 6–7(1–7), 6–3             | Вейн Блек            | 11  |
| 2002 |                                          |         |                                                             |            |    |                                |                      |     |
| 15.  | Джошуа Ігл Сендон Столл                  | 22 7    | Роттердам, Нідерланди                                       | Тверде (i) | ЧФ | 6–4, 7–6(7–5)                  | Кріс Гаггард         | 14  |
| 16.  | Магеш Бгупаті Ян-Майкл Гембілл           | 4 90    | Індіан-Веллс, США                                           | Тверде     | 2р | 7–6(7–4), 6–2                  | Вейн Блек            | 13  |
| 17.  | Максим Мирний Володимир Волчков          | 6 87    | Кубок Девіса, Harare, Зімбабве                              | Тверде (i) | 1р | 6–3, 7–6(7–4), 4–6, 7–6(14–12) | Вейн Блек            | 10  |
| 18.  | Джон-Лаффньє де Ягер Леандер Паес        | 64 10   | Рим, Італія                                                 | Ґрунт      | 1р | 6–4, 6–2                       | Вейн Блек            | 9   |
| 19.  | Магеш Бгупаті Максим Мирний              | 6 5     | Рим, Італія                                                 | Ґрунт      | ЧФ | 4–6, 6–4, [10–3]               | Вейн Блек            | 9   |
| 20.  | Джошуа Ігл Сендон Столл                  | 33 7    | Рим, Італія                                                 | Ґрунт      | ПФ | 6–4, 6–3                       | Вейн Блек            | 9   |
| 21.  | Доналд Джонсон Джаред Палмер             | 1       | Queen's Club, Лондон, Велика Британія                       | Трава      | ПФ | 7–5, 6–7(3–7), 7–6(7–5)        | Вейн Блек            | 7   |
| 22.  | Магеш Бгупаті Максим Мирний              | 6 5     | Queen's Club, Лондон, Велика Британія                       | Трава      | Ф  | 7–5, 6–3                       | Вейн Блек            | 7   |
| 23.  | Мартін Дамм Цирил Сук                    | 10 17   | Вашингтон, США                                              | Тверде     | ПФ | 6–4, 7–6(7–3)                  | Вейн Блек            | 9   |
| 24.  | Марк Ноулз (тенісист) Деніел Нестор      | 2 1     | Ліон, Франція                                               | Килим (i)  | Ф  | 6–4, 3–6, 7–6(7–3)             | Вейн Блек            | 13  |
| 2003 |                                          |         |                                                             |            |    |                                |                      |     |
| 25.  | Доналд Джонсон Джаред Палмер             | 12 9    | Dubai Tennis Championships, ОАЕ                             | Тверде     | ЧФ | 7–5, 6–3                       | Вейн Блек            | 16  |
| 26.  | Магеш Бгупаті Максим Мирний              | 5 4     | Дубай, ОАЕ                                                  | Тверде     | ПФ | 6–4, 0–6, 7–6(7–4)             | Вейн Блек            | 16  |
| 27.  | Максим Мирний Джаред Палмер              | 1 20    | Штутгарт, Німеччина                                         | Ґрунт      | ПФ | 6–4, 7–6(8–6)                  | Євген Кафельников    | 18  |
| 28.  | Кріс Гаггард Пол Генлі                   | 21 10   | Мадрид, Іспанія                                             | Тверде (i) | 1р | 6–4, 6–4                       | Вейн Блек            | 18  |
| 29.  | Марк Ноулз (тенісист) Деніел Нестор      | 7 6     | Мадрид, Іспанія                                             | Тверде (i) | 2р | 6–1, 6–7(5–7), 6–3             | Вейн Блек            | 18  |
| 30.  | Боб Браян Майк Браян                     | 2       | Париж, Франція                                              | Тверде (i) | 1р | 7–6(7–3), 6–3                  | Вейн Блек            | 18  |
| 2004 |                                          |         |                                                             |            |    |                                |                      |     |
| 31.  | Магеш Бгупаті Максим Мирний              | 4 3     | Індіан-Веллс, США                                           | Тверде     | ПФ | 6–4, 6–4                       | Вейн Блек            | 18  |
| 32.  | Пол Генлі Фабріс Санторо                 | 8 7     | Відкритий чемпіонат Маямі з тенісу, США                     | Тверде     | ЧФ | 6–1, 7–5                       | Вейн Блек            | 15  |
| 33.  | Боб Браян Майк Браян                     | 1       | Маямі, США                                                  | Тверде     | ПФ | 6–2, 7–5                       | Вейн Блек            | 15  |
| 34.  | Йонас Бйоркман Тодд Вудбрідж             | 5 6     | Маямі, США                                                  | Тверде     | Ф  | 6–2, 7–6(14–12)                | Вейн Блек            | 15  |
| 35.  | Марк Ноулз (тенісист) Деніел Нестор      | 8 7     | Гамбург, Німеччина                                          | Ґрунт      | ЧФ | 6–2, 6–7(7–9), 7–6(7–5)        | Вейн Блек            | 15  |
| 36.  | Йонас Бйоркман Тодд Вудбрідж             | 3 4     | Гамбург, Німеччина                                          | Ґрунт      | ПФ | 6–2, 6–1                       | Вейн Блек            | 15  |
| 37.  | Боб Браян Майк Браян                     | 1       | Гамбург, Німеччина                                          | Ґрунт      | Ф  | 6–4, 6–2                       | Вейн Блек            | 15  |
| 38.  | Марк Ноулз (тенісист) Деніел Нестор      | 1       | Париж, Франція                                              | Тверде (i) | ЧФ | 6–4, 6–4                       | Вейн Блек            | 9   |
| 39.  | Магеш Бгупаті Максим Мирний              | 6 8     | Париж, Франція                                              | Тверде (i) | ПФ | 6–3, 6–4                       | Вейн Блек            | 9   |
| 40.  | Йонас Бйоркман Тодд Вудбрідж             | 3 6     | Фінал ATP, Х'юстон, США                                     | Тверде (i) | ПФ | 6–4, 6–2                       | Вейн Блек            | 9   |
| 2005 |                                          |         |                                                             |            |    |                                |                      |     |
| 41.  | Магеш Бгупаті Тодд Вудбрідж              | 7 4     | Відкритий чемпіонат Австралії з тенісу, Мельбурн, Австралія | Тверде     | ЧФ | 7–6(7–3), 6–3                  | Вейн Блек            | 8   |
| 42.  | Боб Браян Майк Браян                     | 5       | Відкритий чемпіонат Австралії з тенісу, Мельбурн, Австралія | Тверде     | Ф  | 6–4, 6–4                       | Вейн Блек            | 8   |
| 43.  | Леандер Паес Ненад Зімоньїч              | 7 11    | Вімблдонський турнір, Лондон, Велика Британія               | Трава      | ЧФ | 7–5, 7–6(10–8), 7–6(10–8)      | Вейн Блек            | 9   |
| -    | Марк Ноулз (тенісист) Радек Штепанек     | 5 41    | Вашингтон, США                                              | Тверде     | ПФ | Без гри                        | Вейн Блек            | 8   |
| 44.  | Йонас Бйоркман Максим Мирний             | 1 4     | Монреаль, Канада                                            | Тверде     | ПФ | 6–4, 3–6, 7–5                  | Вейн Блек            | 7   |
| 45.  | Леандер Паес Ненад Зімоньїч              | 9 11    | Мастерс Цинциннаті, США                                     | Тверде     | ЧФ | 7–5, 6–7(6–8), 7–6(7–5)        | Вейн Блек            | 7   |
| 46.  | Мікаель Льодра Фабріс Санторо            | 10 17   | Цинциннаті, США                                             | Тверде     | ПФ | 4–6, 6–2, 6–2                  | Вейн Блек            | 7   |

## Нотатки
1. ↑  Через дощ фінальний матч зіграли на закритому твердому корті.[2]